# Теодор Фріцкі
Теодор Фріцкі — почесний голова Товариства дружби Хорватія-Україна.
Перший депутат-українець Сабору Соціалістичної республіки Хорватія 1963 року. Колишній голова Союзу русинів і українців Республіки Хорватія.

## Нагороди
- Відзнака Президента України — ювілейна медаль «25 років незалежності України» (22 серпня 2016) — за вагомий особистий внесок у зміцнення міжнародного авторитету Української держави, популяризацію її історичної спадщини і сучасних надбань та з нагоди 25-ї річниці незалежності України[1]